# 957

## Esdeveniments

### Països Catalans
- Besalú, Comtat de Besalú: una revolta popular derroca al comte Guifré II, el qual és assassinat mentre intentava fugir.
- Terratrèmol a la Mar Càspia

### Món
- Acaba la dinastia Chandra Hindu a l'actual Mongòlia i s'inicia una època de caos.
- Olga de Kíev, regent del Rus', es converteix al cristianisme ortodox.

## Necrològiques
- Besalú, Comtat de Besalú: Guifré II de Besalú, comte de Besalú.[1]